# Toma Budislavić
Toma Budislavić (tal. Tommaso Nadal; Dubrovnik, 1545. – Napulj, 1608.) bio je prelat Katoličke Crkve koji je služio kao biskup trebinjsko-mrkanski od 1606. do 1608. godine. Osim toga bavio se liječništvom.

## Životopis
Podrijetlom je iz Nevesinja. Rođen je u Dubrovniku 1545. godine, u obitelji Vice i Pere (rođ. Babić sa Šipana). Živjeli su u kući koja se nalazila kod Crkva sv. Vlahe u Dubrovniku. Otac mu je bio brijač–ranarnik u Dubrovniku. Godine 1569. Toma i stariji brat Leonard dobivaju stipendiju dubrovačkog Senata te odlaze na Sveučilište u Padovu. Godine 1572. prelazi u Bolognu, gdje je iste godine doktorirao filozofiju, medicinu i teologiju. Tako je petogodišnji studij svršio za svega tri godine. U rukopisnom priručniku „Svaštice” iz prirodoslovlja, njegova strica Grgura, koji je upotrebljavao za studij, pribilježio je i nekoliko naziva biljaka na hrvatskom jeziku. Taj se rukopis čuva u Sveučilišnoj knjižnici u Bologni.
Po povratku u Dubrovnik nastavlja obavljati liječničku službu. Zatim odlazi u Rim te po nekom poslu Rimske kurije u Carigrad. Tamo je liječio sultana Murata III. od astme. Za nagradu je dobio posjed Bobani kod Trebinja te je nagrađen doživotnim novčanim dohotkom. Od 1582. do 1585. boravi u Krakovu. Tamo je službovao kao osobni liječnik biskupa Petra Myszkowskog. Godine 1583. imenovan je kanonikom krakovske biskupije, a 1585. kralj Stjepan Báthory mu dodjeljuje plemićki status i naslov kraljevskog liječnika. Budislavić je bio pobornik sveslavenskog saveza, koji bi pod vodstvom poljske predvodio oslobođenje od Turaka. Od kralja Stjepana Báthoryja i kraljice Ane Jagelović dobio je preporuke za vlast na svome putovanju u Dubrovnik kako ne bi morao prolaziti razne karantene i pritvore zbog kuge. U Dubrovniku je od 1587. do 1606. bio službeni gradski liječnik.
Od 1587. do 1606. živi i djeluje u Dubrovniku te povremeno odlazi u Bosnu i Hercegovinu gdje liječi turske dužnosnike i velikodostojnike, usputno obavljajući i diplomatske misije za Dubrovačku Republiku.
U Dubrovniku je prijateljevao s humanistom Didakom Pirom, koji navodi da je Budislavić napisao raspravu o prirodi i umjetnosti (lat. „Tractatus de natura et arte”). Svojevremeno se dopisivao s prirodoslovcem Ulissom Aldrovandijem i slao mu podatke o flori i fauni Dubrovnika, Bosne i Hercegovine te Carigrada i okolice.
Zbog svoga društvenog napretka, gdje je od pučanina postao priznati liječnik, plemić i vitez, kod pojedinih dubrovačkih mladića izazivao je zavist. Poznate su satirične pjesme njegovih suvremenika Paške Primovića, Dominka Zlatarića i Valentina Sorkočevića. Najžešće je rasprave vodio sa Sorkočevićem (Valo Valović) koji je, u atriju Franjevačkog samostana u Dubrovniku, na ploči Budislavićevog groba, kojeg je dao za života podignuti, uništio njegov plemićki naslov (equum – konjanik).
Zajedno s Marom Battitorreom, 1599. godine u Veneciji, izdaje „Jeđupku”. Kao autora naveden je dubrovčanina Andrija Čubranović. Neki su autori smatrali da je Čubranovića izmislio Budislavić, kojemu je posvećeno mletačko izdanje iz 1599., zbog vlastitog društvenog probitka. Slovo „N” koje stoji u naslovu pohvalne pjesme tendenciozno je atribuiran njegovu prezimenu Natalis. Također, Toma nikada nije uporabljivao inačicu svoga prezimena Budisaljić, kako je oslovljen u posljednjem stihu iste.
Nakon smrti biskupa Šimuna Menčetića, za trebinjsko-mrkanskog biskupa, imenovan je dominikanac Arkanđeo Gučetić. On je godinama odgađao odlazak u Rim na papinu potvrdu i biskupsko posvećenje pa se 1606. konačno odrekao biskupske časti.
I sam je Budislavić više puta odbijao biskupsku čast. Ipak, na prijedlog dubrovačkog Senata od 18. travnja 1606., papa Pavao V. ga imenuje, 25. rujna 1606., trebinjsko-mrkanskim biskupom. Tada je od pape dobio oprost da u roku od 6 mjeseci može biti promaknut u svete redove. Tako je u kratko vrijeme primio sve niže i više redove – od ostijarija do biskupstva. Krajem iste godine odlazi u Rim na biskupsko posvećenje. U bazilici sv. Lovre u Rimu prima red subđakonata iste godine. Umro je u Napulju u srpnju 1608. godine te je pokopan u jednoj od gradskih crkava.
Oporučno je ostavio 7.470 srebrnih dukata za podizanje Zavoda u Dubrovniku koji će služiti za odgoj klerika Trebinjske biskupije. Dvije kuće u svome vlasništvu oporučno je ostavio na raspolaganje nasljednicima na stolici trebinjsko-mrkanskih biskupa. Iz oporuke se vidi kako se zauzimao za uporabu slavenskog bogoslužja.
U literaturi mu se prezime navodi i kao: Budisaljić, Budislav, Natalić, Natalis, Nadal.

## Počasti
- Na svetkovinu Velike Gospe 2018. u Nevesinju je postavljena spomen-ploča na pročelju župne crkve u čast biskupa Budislavića, o 410. obljetnici njegove smrti.[21]

### Knjige
- Perić, Ratko. 2000. Da im spomen očuvamo. Biskupski ordinarijat Mostar. Mostar.
- Perić, Ratko. 2020. Kronotaksa trebinjsko-mrkanskih biskupa s nekim prijepornim pitanjima.   Krešić, Milenko (ur.). Trebinjsko-mrkanska biskupija za vrijeme posljednjeg biskupa ordinarija Nikole Ferića (1792.-1819.) i nakon njega. Teološko-katehetski institut u Mostaru. Mostar. str. 9–33
- Palameta, Miroslav. 2020. Biografski diskurs o Tomi Budislaviću.   Krešić, Milenko (ur.). Trebinjsko-mrkanska biskupija za vrijeme posljednjeg biskupa ordinarija Nikole Ferića (1792.-1819.) i nakon njega. Teološko-katehetski institut u Mostaru. Mostar. str. 183–226

### Članci
- Dugački, Vladimir. 1989. Budislavić, Toma. Hrvatski biografski leksikon. Zagreb.  journal zahtijeva |journal= (pomoć)
- Kolendić, Anton. 1987. Pesnik u mreži. Mogućnosti (srpski). Split (35): 294–302
- Krasić, Stjepan. 2002. Gučetić Oblišić, Arkanđeo (Božo). Hrvatski biografski leksikon. Zagreb.  journal zahtijeva |journal= (pomoć)
- Peloza, Makso. 1980. Poljski crkvenopovijesni dokumenti u arhivima Jugoslavije. Obnovljeni život. Zagreb (35): 261–272
- Puljić, Ivica. 1982. Dr Toma Natalis Budislavić. Crkva na kamenu (11). Crkva na kamenu. Mostar. str. 13.

### Mrežna sjedišta
- Bishop Tommaso Nadal †. www.catholic-hierarchy.org (engleski). Pristupljeno 19. rujna 2022.
- Budislavić, Toma. www.enciklopedija.hr. Pristupljeno 19. rujna 2022.
- Čubranović, Andrija. www.enciklopedija.hr. Pristupljeno 19. rujna 2022.
- Proslava Velike Gospe u Nevesinju. Crkva na kamenu. Pristupljeno 19. rujna 2022.

| Titule u Katoličkoj Crkvi | Titule u Katoličkoj Crkvi              | Titule u Katoličkoj Crkvi    |
| ------------------------- | -------------------------------------- | ---------------------------- |
| prethodnik Šimun Menčetić | Biskup trebinjsko-mrkanski 1606.–1608. | nasljednik Ambrozije Gučetić |